# 圣伯多禄锁链堂 (比萨)

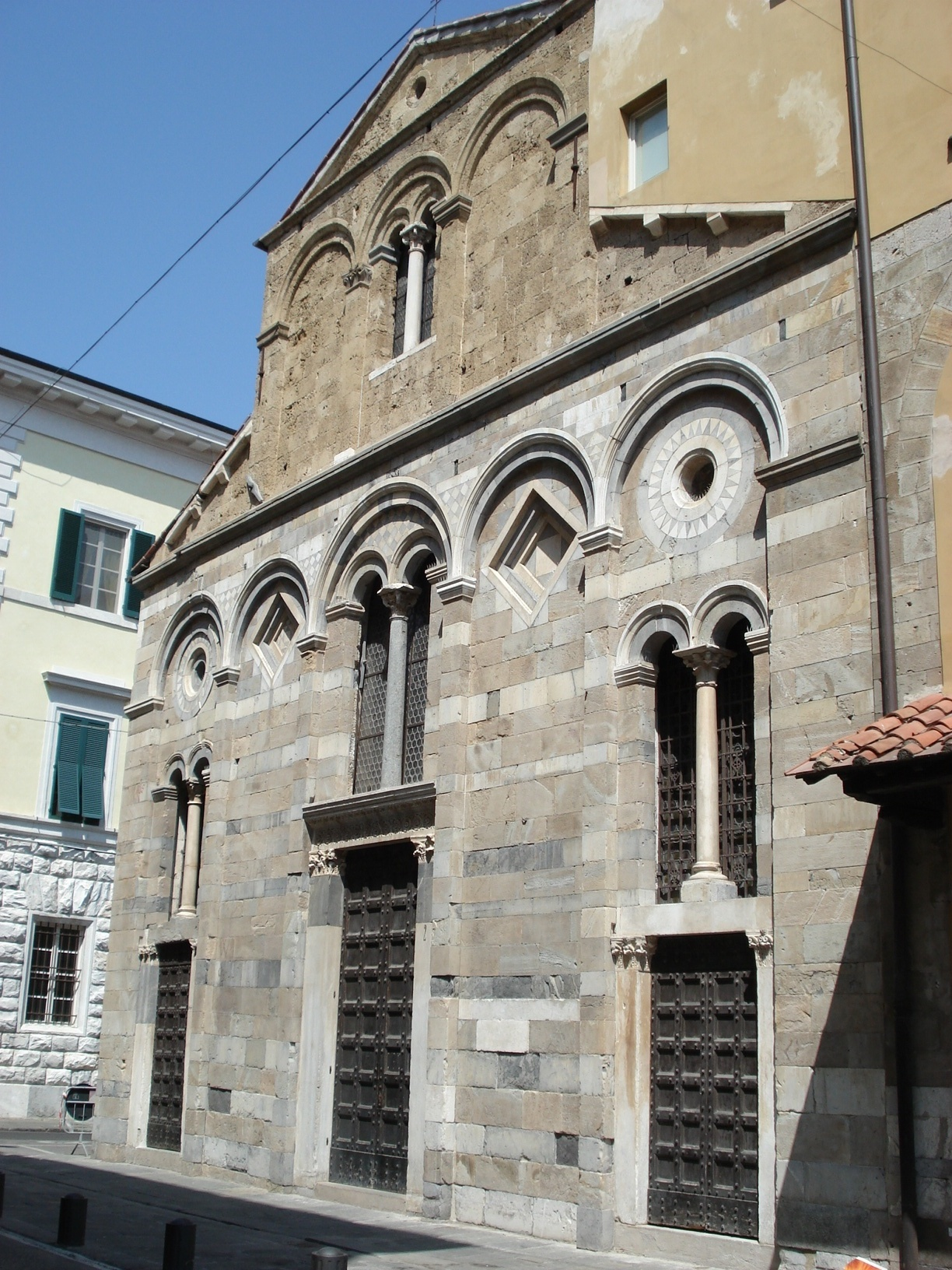

圣伯多禄锁链堂（San Pietro in Vinculis）是意大利比萨的一座罗马天主教教堂，比萨罗马式建筑风格。

## 历史
它是由奥斯定会建于1072年至1118年，兴建于古罗马市场之上。内部仍保留有古罗马柱子，罗马石棺，以及13世纪壁画。
该堂曾拥有东罗马帝国皇帝查士丁尼一世《民法大全》的手稿。该文件自1137年阿马尔菲陷落后落入比萨人之手。1406年比萨陷落后文件转移到佛罗伦萨。
43°42′58.49″N 10°24′12.75″E / 43.7162472°N 10.4035417°E